# آي إيه آي وادي عربة
آي إيه آي وادي عربة (بالإنجليزية: IAI Arava)‏ هي طائرة نقل ستول للخدمات العامة. أنتجت في 1972 بإسرائيل. من صناعة شركة صناعات الفضاء الإسرائيلية. تستخدم بشكل أساسي من قبل القوات الجوية الإسرائيلية. كان أول طيران لها في 27 نوفمبر 1969. دخلت الخدمة في 1973، ومازالت في الخدمة حتى الآن. صنع منها 103 طائرة، وسعر الطائرة الواحدة منها هو 450,000 في 1971 دولار.